# Mitostoma zmajevicae
Mitostoma zmajevicae is een hooiwagen uit de familie aardhooiwagens (Nemastomatidae).